# Руфа
Руфа — речка в Монастырщинском и Краснинском районах Смоленской области России. Правый приток Вихры.
Длина 25 км. Исток у деревни Уссохи Краснинского района. Общее направление течения на юго-восток. Протекает через деревни Уссохи, Амшарино, Егорье, Досугово, Новое Село, Носково-2 и впадает в Вихру напротив деревни Бурхово
Имеет притоки (снизу вверх): Щелбня, Каменка, Свинора (она же Смородина), Ляховка.